# Eerste inauguratie van Thomas Jefferson

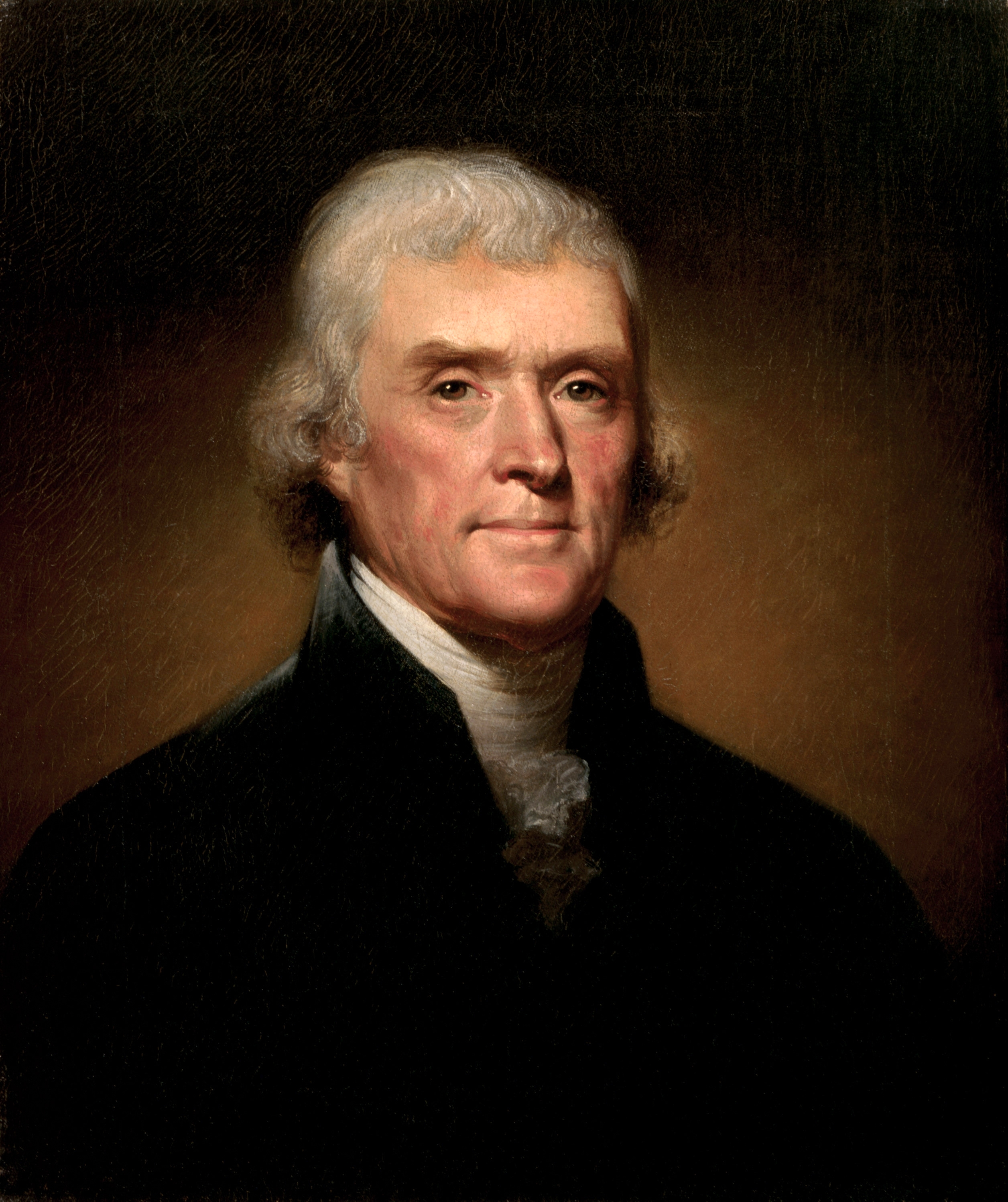
President Thomas Jefferson.

Vicepresident Aaron Burr.

De eerste inauguratie van Thomas Jefferson als derde president van de Verenigde Staten vond plaats in Washington D.C. op woensdag 4 maart 1801. De inauguratie duidde op het begin van de eerste vierjarige ambtstermijn van Thomas Jefferson als president en de enige vierjarige ambtstermijn van Aaron Burr als vicepresident van de Verenigde Staten. Jefferson werd ingezworen door opperrechter John Marshall.

## Presidentsverkiezingen van 1800
Bij de presidentsverkiezingen van 1800 was Thomas Jefferson de presidentskandidaat van de Democratisch-Republikeinse Partij. Op dat moment was hij de zittende vicepresident. Aaron Burr was zijn campagneleider. Jefferson nam het op tegen zittend president John Adams van de Federalistische Partij. In deze periode, voor de inwerkingtreding van het Twaalfde Amendement van de Grondwet van de Verenigde Staten, werd de persoon die de meeste stemmen kreeg van het Kiescollege president. Degene met de op een na meeste stemmen werd vervolgens vicepresident. Zowel Jefferson als Burr kregen echter 73 kiesmannen achter zich, waardoor de presidentsverkiezingen zouden worden beslecht in het Huis van Afgevaardigden. Gedurende maar liefst 35 stemrondes kreeg Jefferson steun van acht van de dertien staten, terwijl een meerderheid van negen staten vereist was om president te worden. Na tussenkomst van Alexander Hamilton werd Jefferson op 17 februari 1801 in de 36e stemronde verkozen tot president van de Verenigde Staten.

## Verloop van de inauguratie
Deze presidentiële inauguratie was de eerste die werd georganiseerd in de hoofdstad Washington D.C. 's Ochtends weerklonk er vanop Capitol Hill artilleriegeschut door de stad. De inaugurele toespraak van Jefferson werd bezorgd aan de krant de National Intelligencer om te worden verspreid onmiddellijk nadat Jefferson zijn redevoering had uitgesproken. In zijn toespraak, die 1.721 woorden bevatte, riep hij op tot verzoening na de bittere verkiezingscampagne voor de presidentsverkiezingen van 1800. Vervolgens legde hij de eed af in handen van opperrechter John Marshall.
De eerste inauguratie van Jefferson was de eerste inauguratie waar de United States Marine Band muziek speelde. Deze Marine Band speelde sindsdien op iedere presidentiële inauguratie.
Uittredend president John Adams was radeloos na zijn nederlaag tegenover Jefferson en was niet aanwezig op de inauguratie. Dit was de eerste maal dat de uittredende president niet aanwezig was op de inauguratie van zijn opvolger.